# Ỷ Thiên Đồ Long Ký (phim truyền hình 2019)
Ỷ Thiên Đồ Long Ký (tiếng Hoa: 倚天屠龙记 Yi Tian Tu Long Ji; tiếng Anh: The Heaven Sword and Dragon Saber) là một bộ phim được Tencent sản xuất năm 2019. Bộ phim truyền hình được đầu tư công phu với 140 ngày quay phim và gần 2 năm chỉnh sửa kỹ xảo.

## Diễn viên

### Diễn viên chính
- Tăng Thuấn Hy trong vai Trương Vô Kỵ
  - Lư Triển Tường trong vai Trương Vô Kỵ (thiếu niên)
  - Hàn Hạo Lâm trong vai Trương Vô Kỵ (lúc nhỏ)

- Trần Ngọc Kỳ trong vai Triệu Mẫn
- Chúc Tự Đan trong vai Chu Chỉ Nhược
  - Hạ Sở Thanh trong vai Chu Chỉ Nhược (lúc nhỏ)
- Hứa Nhã Đình trong vai Tiểu Chiêu
- Tào Hi Nguyệt trong vai Ân Ly
  - Tạ Vũ Thần trong vai Ân Ly (lúc nhỏ)
- Trương Siêu Nhân trong vai Tống Thanh Thư
  - Khương Gia Trạch trong vai Tống Thanh Thư (lúc nhỏ)
- Lý Đông Học trong vai Trương Thúy Sơn
- Trần Hân Dư trong vai Ân Tố Tố
- Hắc Tử trong vai Tạ Tốn

### Võ Đang
- Vương Đức Thuận trong vai Trương Tam Phong
- Quách Quân trong vai Tống Viễn Kiều
- Hoàng Khiên trong vai Du Liên Châu
- Hạ Cương trong vai Du Đại Nham
- Khúc Cát trong vai Trương Tùng Khê
- Cung Chính Nam trong vai Ân Lê Đình
- Trần Kiếm trong vai Mạc Thanh Cốc

### Minh giáo
- Vu Ba trong vai Dương Đỉnh Thiên
- Lý Y Hiểu trong vai Dương Phu Nhân
- Lâm Vũ Thân trong vai Dương Tiêu
- Tống Phong Nham trong vai Phạm Dao
- Dương Minh Na trong vai Đại Ỷ Ty/Kim Hoa Bà Bà
- Tiếu Vinh Sinh trong vai Ân Thiên Chính
- Trần Sang trong vai Vi Nhất Tiếu
- Dương Nhất Uy trong vai Chu Điên
- Lâm Dĩ Chính trong vai Thuyết Bất Đắc
- Lý Thái Diên trong vai Lãnh Khiêm
- Chu Kỷ Vĩ trong vai Bành Oánh Ngọc
- Hiền Lệ trong vai Trương Trung
- Lý Hạo Hiên trong vai Thường Ngộ Xuân
- Kim Chiêu trong vai Chu Nguyên Chương
- Tôn An Khả trong vai Dương Bất Hối
  - Trương Uyển Nhi trong vai Dương Bất Hối lúc nhỏ
- Ninh Văn Đồng trong vai Hồ Thanh Ngưu
- Tăng Lê trong vai Vương Nạn Cô
- Chu Gia Trấn trong vai Ngô Kình Thảo
- Trương Côn trong vai Lôi Môn Chủ
- Văn Tuấn Thỉnh trong vai Thang Hòa
- Lâm Nhược Tích trong vai Nhạn Nhi

### Thiên Ưng giáo
- Nguyễn Thánh Văn trong vai Ân Dã Vương

- Từ Ái Dân vai Lý Thiên Viên
- Tiêu Trường Thuận trong vai Thiên Ưng Đàn chủ
- Lý Mạn Y trong vai Phong Cung Ảnh

### Nga Mi
- Châu Hải My trong vai Diệt Tuyệt Sư Thái
- Ô Tĩnh Tĩnh trong vai Kỷ Hiểu Phù
- Đào Lạc Y trong vai Đinh Mẫn Quân
- Điền Viên Tả Dương trong vai Bối Cẩm Nghi
- Vương Uyển Thần trong vai Tĩnh Huyền
- Tôn Tử Quân trong vai Tĩnh Tuệ

### Thiếu Lâm
- Phàn Thiếu Hoàng trong vai Thành Công
- Từ Minh trong vai Không Văn Đại Sư
- Vu Ái Quần trong vai Không Tính Đại Sư
- Thẩm Bảo Bình trong vai Không Kiến Đại Sư
- Võ Tịnh trong vai Không Trí Đại Sư
- Trương Xuân Trọng trong vai Độ Ách
- Đặng Lập Dân trong vai Độ Kiếp
- Đỗ Ngọc Minh trong vai Độ Nạn

### Côn Luân
- Lý Tiến Vinh trong vai Hà Thái Xung
- Hồ Tiểu Đình trong vai Ban Thục Nhàn

### Không Động
- Nhâm Hy Hồng trong vai Đường Văn Lượng

### Hoa Sơn
- Trương Cung trong vai Tiên Vu Thông
- Đàm Kiến Xương trong vai Cao Lão Giả
- Hàn Mộng Vũ trong vai Nụy Lão Giả

### Nhữ Dương Vương Phủ
- Lý Chấn Khởi trong vai Nhữ Dương Vương
- Tôn Diệc Phàm trong vai Vương Bảo Bảo
- An Trạch Hào trong vai Hạc Bút Ông
- Phó Tuyển trong vai Lộc Trượng Khách
- Khương Ngạn Hy trong vai Hàn Cơ
- Mã Kế trong vai A Đại
- Lý Đông Quả trong vai A Nhị
- Dung Nhĩ Giáp trong vai A Tam

### Cái Bang
- Hầu Thuỵ Tường trong vai Trần Hữu Lượng
- Sư Tiểu Hồng trong vai Sử Hỏa Long
- Ngãi Mễ trong vai Sử Hồng Thạch

### Hồng Mai sơn trang
- Chung Kỳ trong vai Chu Cửu Chân
- Lục Trung trong vai Chu Trường Linh
- Uông Kiến Tân trong vai Võ Liệt
- Thư Á Thân trong vai Vệ Bích
- Tôn Đan Đan trong vai Võ Thanh Anh

### Khác
- Lý Giải trong vai Hàn Thiên Diệp
- Triệu Anh Tử trong vai Hoàng Sam nữ tử
- Cao Nghị trong vai Phụ thân Chu Chỉ Nhược
- Long Đức trong vai Tây Hoa Tử
- Hồng Sĩ Nhã trong vai Phương Tứ Nương
- Tiết Dũng trong vai Quan Năng
- Lý Trung Hoa trong vai Tôn Duy Hiệp
- Nhậm Hi Hồng vai Đường Văn Lượng

## Âm nhạc
| Bài hát                            | Sáng tác                                 | Trình bày        | Thông tin thêm                                                                                      |
| ---------------------------------- | ---------------------------------------- | ---------------- | --------------------------------------------------------------------------------------------------- |
| Đao kiếm như mộng (刀剑如梦)       | Lời: Chiêm Đức Mậu Nhạc: Châu Hoa Kiện   | Châu Hoa Kiện    | Nhạc mở đầu phim Nhạc mở đầu phim Ỷ Thiên Đồ Long Ký (1994)                                         |
| Thế nào là vĩnh hằng (何为永恒)    | Lời: Vưu Nhã Kỳ Nhạc: Thắng Tự           | Hồ Hạ            | Nhạc kết thúc phim Ca khúc về tình yêu của Trương Vô Kỵ và Chu Chỉ Nhược                            |
| Đời này chỉ riêng người (此生惟你) | Lời: Trương Doanh Nhạc: Vương Diệu Quang | Châu Thâm        | Nhạc dạo Ca khúc về tình yêu của Trương Vô Kỵ và Triệu Mẫn                                          |
| Luân hồi (轮回)                    | Lời: Tôn Hoàn Nhạc: Fsy Tiểu Nặc         | Lưu Tăng Đồng    | chỉ xuất hiện trong trailer                                                                         |
| Lưỡng lưỡng tương vong (倆倆相忘)  | Lời: Lê Mạn Đình Nhạc: Chu Thế Huy       | Khúc Tiêu Băng   | Nhạc dạo Nhạc kết phim Ỷ Thiên Đồ Long Ký (1994) Ca khúc về tình yêu của Trương Vô Kỵ và Tiểu Chiêu |
| Xích tử tâm (赤子心)               | Lời: Trương Doanh Nhạc: La Côn           | Lý Kỳ            | Nhạc dạo                                                                                            |
| Anh là cả thế giới (倚天龍記)      |                                          | HANA Cúc Tử Kiều | Bản phát sóng trên TVB                                                                              |

## Đánh giá
Phiên bản chuyển thể lần thứ 8 của tác phẩm đã để lại nhiều đánh giá khác nhau. Các diễn viên của phiên bản như Tăng Thuấn Hy (Trương Vô Kỵ), Trần Ngọc Kỳ (Triệu Mẫn), Lâm Vũ Thân (Dương Tiêu) ban đầu bị đánh giá là không hợp vai lại để lại nhiều ấn tượng. Tăng Thuấn Hy đã đem đến một Trương Vô Kỵ trẻ trung, đúng tuổi của nguyên tác. Trần Ngọc Kỳ thu hút nhờ vào diễn xuất tự nhiên, lanh lợi, giàu tình cảm. Cô đã mang lại một Triệu Mẫn thông minh, dám nói dám làm, trọng nghĩa khí, dám hi sinh vì tình yêu. Chúc Tự Đan thể hiện khá tốt một Chu Chỉ Nhược vừa nhu mì vừa hắc hóa mạnh mẽ. Tuy còn nhiều ý kiến trái chiều nhưng bộ phim đã khá thành công trong việc khắc họa cuộc đời thiếu niên Trương Vô Kỵ cùng chuyện tình cảm của chàng với 4 cô gái xinh đẹp Chu Chỉ Nhược, Ân Ly, Tiểu Chiêu và Triệu Mẫn giữa những ân oán giang hồ. Phim cũng nêu bật mối tình Trương Vô Kỵ - Triệu Mẫn phải trải qua nhiều sóng gió thử thách và mâu thuẫn giữa Võ Lâm và Triều Đình mới có thể hạnh phúc. Bộ phim cũng gợi lên tinh thần yêu nước và bài học về thiện ác thông qua câu chuyện của cuộc đời từng nhân vật.
Dương Tiêu của Lâm Vũ Thân hoàn toàn chinh phục khán giả với nét diễn phong trần lãng tử lại chung tình với Kỷ Hiểu Phù. Châu Hải My đã đem đến một hình tượng Diệt Tuyệt Sư Thái khác biệt, không còn là một cao thủ máu lạnh có phần phản diện như các phiên bản cũ mà đã trở thành một người thầy giàu tình thương đối với đệ tử.
Kết thúc công chiếu, ba nhân vật lọt vào danh sách 20 nhân vật phim truyền hình hot nhất 2018-2019 là Dương Tiêu, Trương Vô Kỵ, Chu Chỉ Nhược. Tăng Thuấn Hy và Trần Ngọc Kỳ cũng lọt vào danh sách đề cử Diễn viên trẻ Trung Quốc triển vọng (The Actors of China 2019 Lưu trữ ngày 26 tháng 10 năm 2019 tại Wayback Machine) dành cho hạng mục phim chiếu mạng. Phim cũng lọt vào danh sách 10 phim hot nhất trên Tencent nửa đầu năm 2019, một thành tích khá tốt của phim khi không có diễn viên lưu lượng nào.
Võ thuật của phiên bản này bị đánh giá là thiếu hụt hơn so với các bản phim trước nhưng bù lại động tác đẹp và rõ nét. Phim cũng bị cắt cảnh khá nhiều dẫn đến nhiều tình tiết diễn ra nhanh và chưa được liền mạch ở nửa sau của phim. Tuy nhiên phim có bối cảnh đẹp, hoành tráng với các cảnh quay ngoại cảnh tại sa mạc Ngân Xuyên nổi tiếng hay núi tuyết Tân Cương hùng vĩ, đem lại những khung hình mãn nhãn. Phim có giám chế công phu với nhiều cải biên hợp lí dành cho một số nhân vật, nhạc phim khá hay và nhất là dàn diễn viên trẻ đẹp, tài năng, giúp tác phẩm đến gần hơn với khán giả trẻ.

## Thông tin thêm
Nhiều tình tiết trong bản phim này được thêm hoặc thay đổi như:
- Trương Vô Kỵ truy hỏi Chu Chỉ Nhược về sự việc trên đảo Linh Xà, Chu Chỉ Nhược đã phải thừa nhận.
- Tạ Tốn tin tưởng và yêu thương Chu Chỉ Nhược. Cuối cùng ông hy sinh tính mạng để hóa giải sự oán hận của Chu Chỉ Nhược, thay vì biết rõ việc làm của Chu Chỉ Nhược trên đảo Linh Xà nhưng phải im lặng để tránh nàng xuống tay với Vô Kỵ như trong nguyên tác.
- Phạm Dao cứu Triệu Mẫn khỏi pháp trường sau khi cô bị triều đình nhà Nguyên kết tội phản quốc vì giúp đỡ Vô Kỵ.
- Phạm Dao bày ra kế hoạch ám sát Nguyên Đế, nhờ mối quan hệ của Triệu Mẫn với Hoàng thái tử phò tá Hoàng thái tử lên ngôi chấm dứt chiến tranh, nhân dân thoát cảnh lầm than. Không cần thay đổi triều đại. Sau này, kế hoạch bị Chu Nguyên Chương ngăn cản nên Trương Vô Kỵ và Minh Giáo không nghe theo.
- Ân Ly lên Võ Đang tìm Trương Vô Kỵ (không phải trong đại hội Đồ Sư tại Thiếu Lâm tự)
- Triệu Mẫn vô tình nghe được âm thanh va đập vào đá của Thiết chỉ hoàn (nhẫn chưởng môn) của Chu Chỉ Nhược mà biết được việc làm của cô trên đảo Linh Xà.
- Lục đại phái cùng nhau chống quân Nguyên trong Đại hội Đồ Sư. Nhữ Dương Vương Sát Hãn Đặc Mục Nhĩ vì muốn gia tăng sĩ khí của quân mà giả giết Triệu Mẫn.
- Triệu Mẫn chết giả, Trương Vô Kỵ thương tâm, lập lời thề sau khi đánh thắng quân Nguyên sẽ đi theo nàng xuống hoàng tuyền.
- Tống Thanh Thư không chết tại Đại hội Đồ sư trên Thiếu Lâm Tự như nguyên tác, mà chỉ bị trọng thương, sau đó tham gia chống lại quân Nguyên khi Thiếu Lâm Tự bị tấn công và hy sinh trong trận chiến để cứu cha là Tống Viễn Kiều.
- Chu Chỉ Nhược tự tay chép Vũ Mục di thư trao cho Trương Vô Kỵ, thay vì Triệu Mẫn tình cờ lấy được bí kíp rồi đưa cho Vô Kỵ như trong nguyên tác.
- Trương Vô Kỵ giao Vũ Mục di thư cho Chu Nguyên Chương, thay vì giao cho Từ Đạt như nguyên tác.
- Chu Chỉ Nhược chủ động rời bỏ Trương Vô Kỵ và cảm động trước tình cảm của Tống Thanh Thư dành cho mình.
- Chu Chỉ Nhược giao lại các mảnh vỡ của Đồ Long đao và Ỷ Thiên kiếm cho Trương Vô Kỵ, thay vì Trương Vô Kỵ tự tìm được như nguyên tác.
- Trương Vô Kỵ rèn lại Ỷ Thiên kiếm và Đồ Long đao. Trương Vô Kỵ giữ lại Đồ Long đao làm bảo vật chấn giáo, Ỷ Thiên kiếm được đem về cho Chu Chỉ Nhược.
- Nhữ Dương Vương Sát Hãn Đặc Mục Nhĩ chết vì bị Chu Nguyên Chương và Phạm Dao lập mưu sát hại, Triệu Mẫn đau đớn từ bỏ Trương Vô Kỵ.
- Trương Vô Kỵ đánh bại nhà Nguyên, nhớ đến lời hứa "giữ vững sơ tâm" với Triệu Mẫn, dùng Đồ Long đao chém Long ỷ và bắt toàn bộ Minh giáo lập lời thề phải yêu thương, giúp đỡ nhân dân, không làm điều ác.

Thông tin ngoài lề về diễn viên phim
- Diễn viên Dương Minh Na đóng vai Đại Ỷ Ty trong phim này cũng là người đóng vai Hoàng Dung trong phim Thần điêu đại hiệp (phim truyền hình 2014) và đóng vai Ninh Trung Tắc trong phim Tiếu ngạo giang hồ (phim 2013).
- Diễn viên Châu Hải My đóng vai trưởng môn phái Nga Mi là Diệt Tuyệt Sư Thái cũng từng vào vai Chu Chỉ Nhược trong phim Ỷ Thiên Đồ Long Ký (phim 1994) (phim Đài Loan).